# Hoằng Thành
Hoằng Thành là một xã thuộc huyện Hoằng Hóa, tỉnh Thanh Hóa, Việt Nam.
Xã Hoằng Thành có diện tích 3,66 km², dân số năm 1999 là 4712 người, mật độ dân số đạt 1287 người/km².